# Jöns Lahmann
Jöns Lahmann (* 12. Januar 1926 in Hamburg; † 22. Juli 2019) war ein deutscher Bauingenieur und -unternehmer sowie Tennisspieler.

## Leben
Jöns Lahmann wuchs in Hamburg-Uhlenhorst auf. Er besuchte die private Bertram-Schule am Harvestehuder Weg und dann das Johanneum. Nach dem Abitur machte er eine Ausbildung zum Zimmermann und studierte bis 1951 an der TH Hannover mit Abschluss Dipl.-Ing.

### Unternehmertum
Von 1951 bis 2001 leitete er die vom Vater 1919 gegründete Baugesellschaft Lahmann und ist in der Hansestadt Hamburg für zahlreiche Gebäude verantwortlich, die das Stadtbild prägen; dazu gehören das Finnlandhaus, der Affenfelsen und 40 Spannbeton-Brücken. Er realisierte insbesondere zahlreiche Entwürfe des Hamburger Architekten Werner Kallmorgen, darunter das Spiegel-Hochhaus in der Brandstwiete oder das IBM-Hochhaus.

### Sport

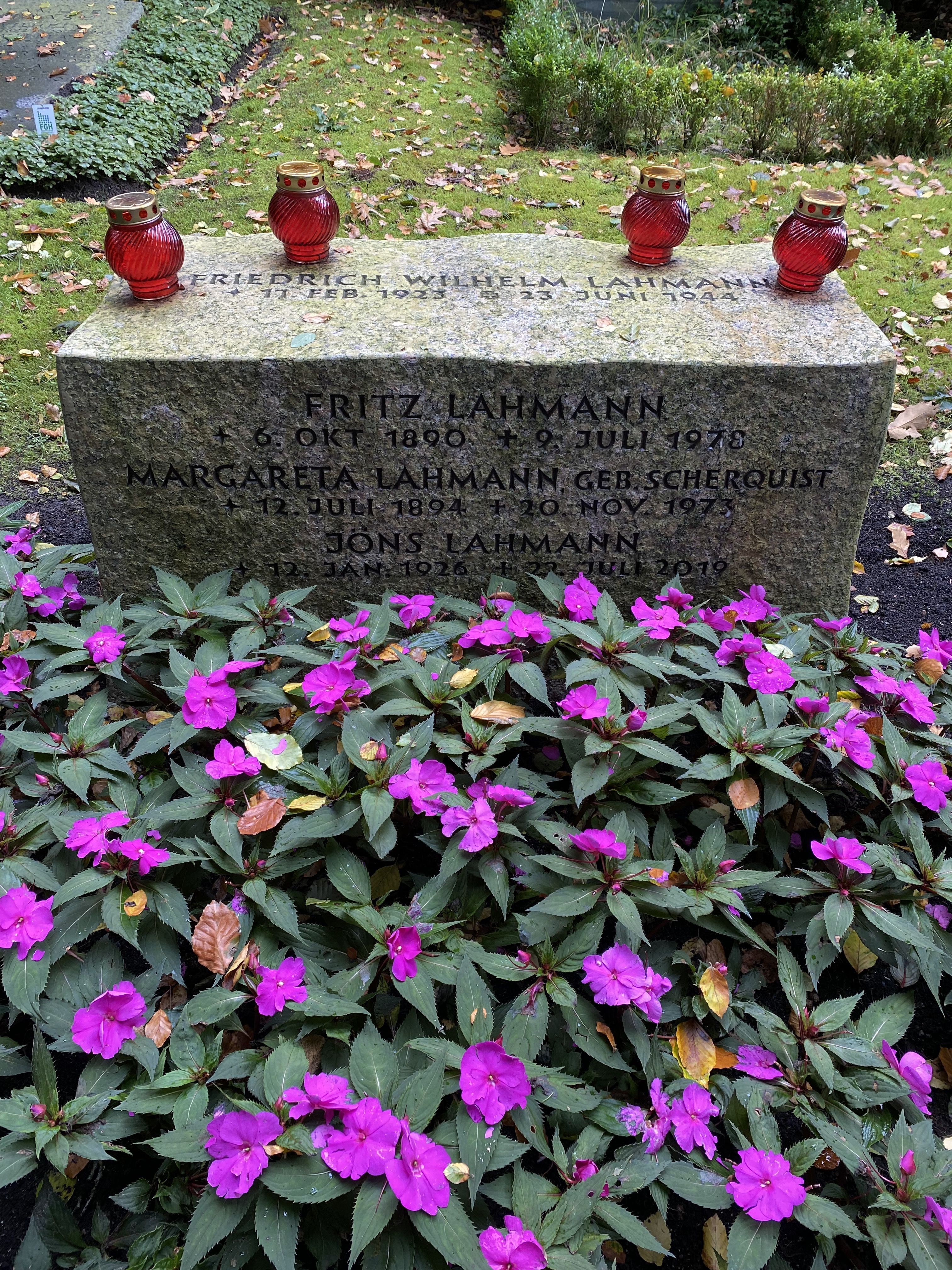
Grabstätte auf dem Friedhof Ohlsdorf

Lahmann spielte auch Tennis beim Club an der Alster. Er war früher zweimal Deutscher Meister in der Mannschaft von Gottfried von Cramm. Als Mitglied der Hamburger Tennis-Gilde gehörte er auch zu den Ausrichtern der Internationalen Meisterschaften von Deutschland auf dem Rothenbaum in Hamburg.
Er war auch Mitglied im Hamburger Golf-Club in Falkenstein und im Norddeutschen Regatta Verein.

### Sonstiges
Ehrenamtlich war er seit 1965 im Vorstand des Deutschen Erholungswerks tätig.
Lahmann war Vater von vier Kindern und hatte mehrere Enkel. Er verstarb im Alter von 93 Jahren und wurde auf dem Friedhof Ohlsdorf beigesetzt. Dort ruht er unweit des „Millionärshügels“ im Planquadrat AB 16. 